# エリート過剰生産

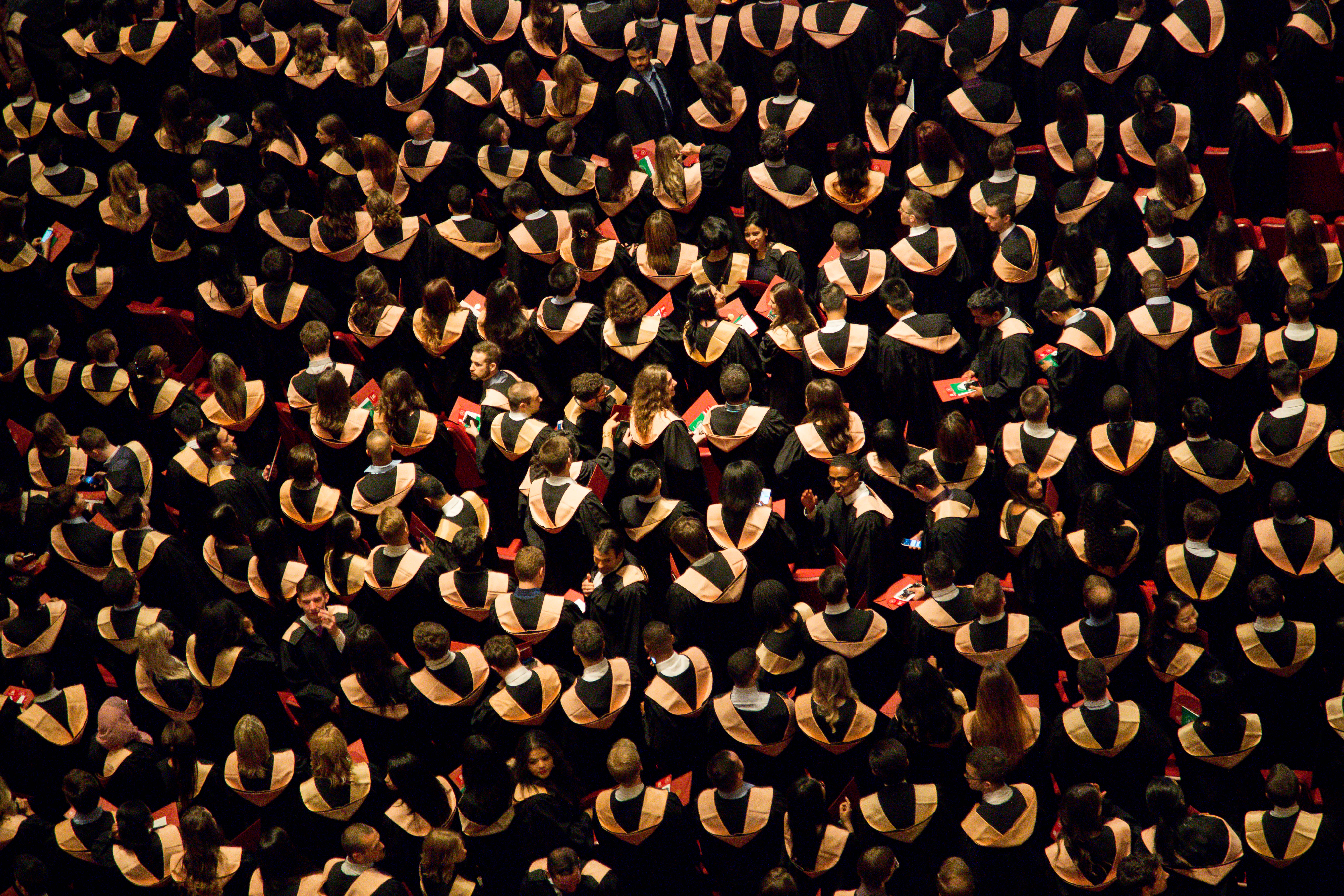
カナダのオタワで行われた大学の卒業式（2016年）

エリート過剰生産（エリートかじょうせいさん、英: Elite overproduction）とは、ピーター・ターチンが提唱した概念で、社会がその権力構造に吸収できるよりも多くの潜在的なエリート層を生み出している状況を指す。 
彼はこの状況が社会不安の原因となるという仮説を立てている。これは、権力から取り残された者たちは、自分たちの相対的に低い社会経済状況に不満を抱くからである。
しかし、ターチンのモデルは危機がどのように展開するかを正確に予測することはできない。それは確率でしか示さないからである。ターチンはこれを、何年もの間森林に蓄積された枯れ木が後に壊滅的な森林火災につながることに例えている。ターチンは、大規模な火災を予測することは可能だが、それが何によって引き起こされるかは予測できないことと同じであると主張している。また、彼のモデルは決定的な解決策を提供するものではなく、さまざまな選択肢のトレードオフを明らかにするものに過ぎない。

## 概要
ターチンとジャック・ゴールドストーンによると、人類史を通じて政治的不安定の時期は、エリートによる純粋な自己利益に基づく行動によって引き起こされてきた。経済が労働力の急増に直面し、賃金に下向きの圧力がかかると、エリートは自分たちが生み出した富の大部分を自分たちのものとして抑え込み、課税や所得再分配に抵抗した。競争が激化する中、彼らは自分たちの権力と地位を子孫に保持するために、機会の窓を制限しようとした。 これらの行動は、比較的裕福な人々が過激主義に傾く傾向があるため、社会政治的な混乱の主要な原因である不平等を悪化させた。 大学卒業者の間で広まっている進歩主義的な政治的信念は、例えば、進歩的なアイデアや学習中の経験に由来するものではなく、広範囲にわたる就業不足によるものである可能性がある。 ターチンは、エリート過剰生産が中国のさまざまな王朝の後期や後期ローマ帝国やユグノー戦争やフランス革命前のフランスで起こった社会的混乱を説明しており、2010年にはこの状況によってアメリカ合衆国で2020年代に社会的不安を引き起こすだろうと予測した。
哲学者フランシス・ベーコンは、エッセイの中で「出世の機会よりも多くの学者が育てられると、内乱の危険がある」と警告した。政治経済学者ヨーゼフ・シュンペーターは、自由資本主義社会は、資本主義と自由主義に敵対する知識人の階級を生み出すことで、自ら没落の種をまくと主張した。

## オーストラリア
オーストラリアでは、2020年代にも高等教育が若者に推奨され続けている。しかし、国内で最も古くて最も名声の高い大学であるオーストラリア8大学（Go8）の賃金と給与の半分程度しか教員（教育と研究）に支払われず、多くの学生が卒業後に借金を抱えている。

## イギリス
イギリスでは、現状に不満を持つ労働者階級のブリトン人が足りず、高学歴の有権者たちにも支えられたブレグジット運動が起こった。しかし、彼らの多くは借金を負っていたり、就職できなかったり、自分の学位に見合う仕事がなかったりしていた。教育階級が左派に傾くにつれて、左派的な理想も人気を集めるようになった。

## アメリカ合衆国
アメリカ合衆国では、ほとんどの歴史家や社会研究者は1930年代のニューディール政策をアメリカ史の転換点とみなしているが、ターチンは構造的人口動態理論の観点からすると、それは革新主義時代（1890年代から1910年代）の単なる継続に過ぎず、いくつかの傾向が加速したにすぎないと主張する。この時期には企業に対する規制が増加した。そして労働組合が強力になった。これは、上昇的社会移動が逆転し、アイビー・リーグの大学での入学枠（ユダヤ人や黒人に対するもの）や医学部・歯学部の数の減少からも見て取れる。社会的信頼に関する懸念から、移民への制限や社会的に逸脱したとみなされる者への寛容さが減少した。政治学者ロバート・パットナムによれば、民族的・文化的多様性は、文化資本の低下、市民参加の減少、一般的な社会的信頼の低下、社会的断片化の増大という形で欠点を持つ。ターチンにとって、1950年代の黄金時代は好感情の時代を反映している。
2010年代になると、高等教育の費用が過去30～40年間で急激に膨らんでいることが明らかになった。実際、インフレーションよりも速く上昇していたのである。その原因は、需要の増加にあった。この予測のために、ターチンは現在のデータと構造民主主義理論を用いた。構造民主主義理論とは、人口変動が国家、エリート、庶民の行動にどのように影響するかを数学的にモデル化したもので、ジャック・ゴールドストーンによって作られたものである。ゴールドストーン自身も、自分のモデルを使って、21世紀にはアメリカが国民的ポピュリストの指導者を選出するだろうと予測した。エリート過剰生産は、アメリカの政治的緊張の根本的な原因として引用されている。なぜなら、多くの高学歴者であるミレニアルズが失業者、就業意欲喪失者、あるいはそれ以外の理由で自分が期待する高い地位を得られないからである。それでもなお、国は余剰な弁護士や博士号保持者を生み出し続けた。COVID-19パンデミックが襲う前には、特に人文社会科学分野は就職の見込みが暗かった。さらに、米国国勢調査局の予測によると、20代の人口比率は2010年代末まで増え続けた。つまり、若年層過剰は2020年代前半まで消えない可能性が高かった。その結果、労働市場における供給と需要のギャップはその前まで縮まることはないと考えられ、下落または停滞する賃金は社会政治的なストレスを生み出すとされる。
2020年代初頭には、教員が学界から去っていく姿が見られた。特に人文学分野からは多くの人々が去った。